# Victor Brauner
Victor Brauner (Piatra Neamț, 15 giugno 1903 – Parigi, 12 marzo 1966) è stato un pittore rumeno.

## Biografia

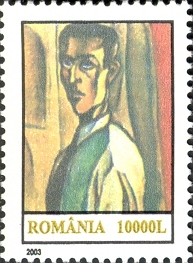
Autoritratto, riportato in un francobollo romeno.

Pittore dadaista poi surrealista, ha fatto parte, come Constantin Brâncuși, Eugène Ionesco, Mircea Eliade, Panaït Istrati e Emil Cioran, dell'importante comunità di artisti e intellettuali rumeni di Parigi.
Ha studiato alla scuola di Belle Arti di Bucarest dal 1919 al 1921. Nell'ottobre 1924 espose per la prima volta le sue opere in una galleria, nello stesso anno diresse con Ilarie Voronca il numero unico della rivista "75 H.P." da loro stessi fondata, nella quale si presenta il manifesto della "picto-poésie": non solo pittura, né mera poesia, la "picto-poesia" contrappone forme geometriche differenziate dal colore e dal tocco del pennello, sulle quali vengono scritte parole a mano o a stampa, formando, secondo l'impulso che le anima,  futurista dadaista o costruttivista, un vocabolario i cui significati hanno senso per il loro "motivo" sulla tela ed esaltano la dynamis dell'immagine.
Un primo viaggio a Parigi nel 1925 gli fece scoprire Giorgio de Chirico ed i surrealisti.
Nel 1932 si trasferì a Parigi, e attraverso Yves Tanguy conobbe gli esponenti del gruppo dei surrealisti. Cominciò a dipingere una serie di quadri con il simbolo "dell'occhio enucleato":
- Autoritratto  (1931)
- La Porta
- Paesaggio méditerraneo  (1932). Nello stesso periodo dà vita a Hypergenese de la Reapparition (1932), tra le sue opere maggiori.

Nel 1934 espose per la prima volta a Parigi alla Galleria Pierre; André Breton scrisse la prefazione del catalogo della mostra.
Nel 1935 Victor Brauner ritornò a Bucarest, dove rimase stabilmente sino al suo rientro a Parigi nel 1938: Il 27 agosto di quell'anno, durante una lite tra amici, venne colpito da un bicchiere e ferito gravemente all'occhio sinistro.
Fino al settembre 1939 il pittore attraversò il periodo detto "Chimères".
Dopo la disfatta dell'esercito francese nel giugno del 1940 e l'occupazione parziale della Francia da parte della Wehrmacht, Victor Brauner si rifugiò nella città di Air-Bel vicino a Marsiglia ove raccostò altri artisti lui affini, André Breton, Max Ernst, Wifredo Lam, Victor Serge. Sperava di ottenere un visto per lasciare la Francia e sfuggire così all'oppressione nazista, ma non vi riuscì.
Data l'eccezionalità del momento e la precarietà di mezzi, si obbligò a cambiare tecnica pittorica e si mise in opera a dipingere con colori a cera, materiali che catalizzarono significati esoterici nelle sue opere. Si ricordano:
- Devenir non devenant (1943)
- Analogie animale (1945)
- Triomphe du doute, Motan de Lune (1946).

Victor Brauner si rifugiò nella regione di Perpignan presso la famiglia del poeta surrealista Robert Rius fino al termine del conflitto. Al rientro di Breton dal suo esilio americano, Brauner intrattenne con lui una fitta e interessante corrispondenza, interrotta bruscamente l'8 di novembre del 1948 quando il Pittore decise di abbandonare il grupoo surrealista scrivendo, in un progetto di lettera riservata a Breton:"une énorme nuage pértifié obscurcit au coeur le ciel de l'amitié". Breton aveva intravisto già (cfr. "Victor Brauner entre chien et loup", del 1946) in certi quadri di Brauner un potere evocativo paragonabile a quello di pentacoli magici tracciati su pergamena vergine; e dichiarava."Devant la peinture actuelle de Victor Brauner, ma joie partecipe du sacré".
Nel 1947 partecipò all'Esposizione internazionale surrealista, alla Galleria Maeght e presentò il suo essere-oggetto le « Loup-table».
Dopo questa mostra lasciò il gruppo surrealista e la sua pittura si attenuò fino quasi a diventare monocroma.  Nel 1965 ebbe anche rapporti epistolari col critico d'arte Eraldo Di Vita, il quale da tempo ne seguiva e con valorizzazione pubblicistica l'opera.
Morì a 63 anni di embolia polmonare e venne seppellito a Parigi nel cimitero di Montmartre.

## Victor Brauner nei musei
La sua opera pittorica, prolifica, molto colorata e particolarmente immaginativa, è molto ben rappresentata nei musei.

### Musei in Italia
- Pinacoteca civica di Savona
- Peggy Guggenheim Collection di Venezia

### Musei all'estero
- Museo d'arte moderna Georges Pompidou di Parigi
- Museo d'arte moderna Ville de Paris di Parigi
- Museo d'arte moderna e contemporanea di Strasburgo